# Raziel (Legacy of Kain)
Raziel egy kitalált személy, egy anti-hős, aki a Legacy of Kain videójáték sorozatban jelenik meg, a Soul Reaverben, a Soul Reaver 2-ben és a Defiance-ban. A szereplő, akit Michael Bell szinkronizál, egy lélekfaló kísértet. Raziel történetét, fokozatosan, a játékok közben fedik fel. Mielőtt kísértet lett belőle, vámpír volt, s az előtt a Sarafan Rend felszentelt papja.

## Történet

### Emberi élet
Raziel az első Legacy of Kain játék előtt kb. 520-550 között élt, s ekkor lett Sarafan harcos-pap. Ő, és öt főhadnagy társa – Dumah , Turel , Rahab , Zephon  és Melchiah  – megrohamozták Janos Audron hegyi várát, és megölték az Ősi Vámpírt. Visszatérve erődjükbe, magukkal vitték Janos kitépett szívét, amit a Sötétség Szíveként ismertek és a Reavert, az Ősi Vámpír szent fegyverét. Közvetlenül ezután a hat Sarafant megölte egy kísértet, akit ők ugyan nem ismertek, de már tudjuk, hogy ő Raziel jövőbeli énje.

### Vámpír „élet”
Ezután kb. ezer évvel később, Kain  a vámpír, fiaiként életre keltette Raziel, Turel, Dumah, Rahab, Zephon és Melchiah holttestét. Ők hatan vámpírként, már nem emlékeztek arra, hogy egykor emberek voltak, Sarafan Inkvizítorok. Az elkövetkezendő ezer évben Raziel és testvérei főhadnagyként szolgálták Kaint, közben saját klánokat alapítottak, s ezekkel hódították meg Kainnak Nosgothot. Ezeréves szolgálata után Raziel véghez vitt egy bravúros fejlődést, szárnyakat növesztett. Legtökéletesebb átalakulása egyben bukása lett, a hagyomány szerint, előbb Kainnek kell fejlődnie. Kain erre egy látszólag féltékeny tettel büntette meg legidősebb fia szemtelenségét, lehasította Raziel hátáról annak szárnyait, és megparancsolta Turelnek és Dumahnak, hogy dobják be Razielt a Halál Tavába.

### Kísértet – árnyék élet

#### A Soul Reaverben
Miután a Halál Tavába lökték, Raziel az Idős Isten barlangjában találta magát, aki rábeszélte, hogy keresse meg Kaint, és testvéreit, majd álljon bosszút rajtuk. Raziel természetes helye most már az Alvilág volt, elvesztette vér iránti vágyát, most már áldozatai lelkével táplálkozott.

Bosszúját véghez vitte, szisztematikusan megölte testvéreit, /kivéve Turel t, akit nem talált meg/ s közben bejutott a Klánok romos Erődjébe. Itt volt Kain trónterme, trónjának alapja, Nosgoth romba dőlt Oszlopai voltak. Raziel itt találkozott Kainnal, és Kain ottlétéből, s nyugodt hangjából, - amit használt – arra következtethetünk, hogy Kain számított Raziel jövetelére. Csatájuk végén Kain eltörte fegyverét, a Soul Reavert Raziel feje fölött. Az ősi penge, - amit elpusztíthatatlannak mondtak – szelleme kiszabadult, és összekötődött Raziellel, együtt élő fegyvere lett; egy kísértet-penge. Ezután Raziel találkozott a halott Egyensúly Őr, Ariel szellemével. Ő Kain, - a Blood Omen végén levő – sorsdöntő választása óta kísértett az Oszlopok között, erre Kain döntése kényszeríttette. Ariel, Kain iránti gyűlölete olyan erős volt, mint Razielé, ezért egy szövetséget alapítottak, hogy legyőzzék Kaint, a közös ellenségüket. A továbbiakban a trónterem egy olyan szentélyként szolgált, ahol Raziel visszanyerte az egészségét, s Arieltől további tanácsokat kapott, ha bizonytalan volt tennivalóiban. Elder Istentől, annak Alvilági kamrájában szintén megkapta feladataihoz az útmutatókat.
Raziel az útja során felfedezte a Sarafan Kriptát, ahol hét szarkofág feküdt üresen. Mindegyik fölött egy - egy név, amit Raziel ismert; az ő, és testvérei nevei voltak. (Malek kitűnt a főhadnagyok közül, őt Vorador ölte meg a Blood Omen-ben.) Razielt nagyon megrázta, és felbőszítette a felfedezés, hogy ők úgy éltek ezer évig, amit emberként teljesen megvetettek, s még nagyobb haragra gerjedt Kain iránt. Már nemcsak saját meggyilkolását akarta megbosszulni, hanem azt is, hogy emberi sírját Kain megbecstelenítette.

Követte Kaint a Jós Barlangjába, amely a bejáratot rejtette Moebius odújába, és bejárta, a mélyen a föld alá vezető utat, mely levezetett az Időgép Kamrába. Kain itt már várt Razielre.
Csatájuk közben Kain aktiválta a régi kapcsolókat, beindította az Időgépet, és egy csillag-portálon átment a múltba. Raziel azonnal követte őt.

Amikor Raziel megérkezett a múltba, maga Moebius üdvözölte. Raziel ellenséges volt vele, mert emlékezett csaló hírnevére, és rátámadt a Soul Reaverrel, de Moebius a pálcájával megbénította Raziel kardját.

Az Idő Őre, Raziel bizalmatlansága, és fenyegetése ellenére is együtt érzőnek tűnt, és magabiztossága miatt Raziel megkérdőjelezte Kain magyarázatának hitelességét. Moebius elmondta Razielnek, hogy ismerte őt még Sarafan katona korában, és szövetséget ajánlott Razielnek Kain ellen.

Az ősi Időgépnek Nosgoth Oszlopaihoz kellett volna vinnie Razielt,- ahol Kain várt rá - de Moebiusnak sikerült kihúznia Razielt az idő sodrásából saját időgépével, és a Sarafan Erődbe hozta, amit most saját zsoldos hadserege használt.

Raziel és Moebius egy törékeny szövetséget alapítottak Kain ellen. Raziel ezután az Oszlopokhoz sietett, ahol Kain meglehetősen nyugodtan fogadta. Raziel csatára készült, de várt, amikor Kain arra kérte, hogy hallgassa meg előbb, amit el kell mondania.

Raziel rémülten nézett, amikor egy sikoltás hangzott végig a világon, az Oszlopok recsegtek, majd megfeketedtek. Most történt Ariel meggyilkolása,- és emiatt Nuprator őrülete,- akit szerelme megölése őrjített meg. Ezzel az őrületével megfertőzte a többi Őrt, akikkel, telepatikus kapcsolattal össze volt kötve.

Kain magyarázata alatt Raziel elhatározása ingadozni kezdett, miután tudomást szerzett Kain végzetéről, és a Blood Omen végén levő kényszerű választása szörnyű eredményéről. Ha Kain feláldozza magát, az Oszlopok helyreállnak, de az igazi Őrök, a vámpírok kihalnak. Ha visszautasítja az áldozatot, az Oszlopok örökre átkozottak maradnak.

Kain meggyőzte Razielt, hogy van egy harmadik lehetőség, a problémából kivezető út, amit az érme éleként említ. /Kain a két választás lehetőségét az érme két oldalának nézte, a harmadik az lenne, ha az érme az élére esne.)
Raziel elhatározását megrendítette Kain magyarázata, és engedte, hogy Kain eltűnjön.
Kainnel való beszélgetése után Raziel kutatni kezdett az Oszlopokon túl, a végzete után, és még egyszer ellátogatott Elder Istenhez. Elderre, közvetlenül az Oszlopok alatti, vízzel elárasztott kamrában talált rá. Találkozójukkor kiderült, hogy Raziel már nem az öreg jótevőjének tartotta Eldert, ahogy a Soul Reaver-ben tette. Eldert bosszantotta terveinek változása, arra biztatta Razielt, hogy ne térjen el eredeti útjától. Raziel ezt már figyelmen kívül hagyta, és tovább ment, végül kijutott egy mocsaras erdőbe.

Itt találkozott a vámpír Voradorral, aki elmondta neki, hogy kérdéseire, a végzetéről csak az ősi Vámpír, Janus Audren tud válaszolni.

Később Raziel találkozott Kainnel a Sarafan Erődben. Itt Kain elmondta, hogy fiatal vámpírként visszament az időben a fiatal királyhoz – William az Igazságoshoz – aki később Nemezissé, a Zsarnokká vált volna, és Nosgoth egészét uralma alá hajtaná. Kain megölte Williamet, amikor még fiatal és szeretett király volt, nehogy az a jövőben zsarnokká váljon. Ezzel a tettével magára haragította az embereket, akik Moebius vezetése alatt vámpírirtó hadjáratba fogtak. Mire Kain visszatért saját idejébe, ő maradt az utolsó vámpír Nosgothban. Kain azt is elmondta Razielnek, hogy látta Moebius időkamrájában, hogy neki itt kell meghalnia, Raziel öli meg a Soul Reaver rel.

Mindazonáltal kéri Razielt, hogy használja szabad akaratát. Amikor Raziel végül megtagadta Kain megölését, az idő elgörbült, megvetemedett, ahogy a történelem elrendezte a változtatást. Kain eltűnt, Raziel pedig visszautazott Nosgoth múltjába, hogy felfedezze a titkokat, Moebius és Elder Isten  legnagyobb rémületére. Eljutott abba a korba a múltban, amikor Janus Audren még élt. Az akadályokat legyőzve feljutott az ősi Vámpírhoz, s beszélt vele. Sok mindent azonban nem tárgyalhattak meg, mert öt Sarafan Inkvizítor – az emberi Raziel vezetésével – feljutott Janushoz, a Raziel által szabaddá tett úton. Megölték Janust, kitépték, és ellopták testéből a Sötétség Szívét, majd a szintén ellopott Reaverrel visszamenekültek az Erődjükbe. Raziel üldözte őket, majd az Erődben megtalálta a Reavert, s ezzel megölte az inkvizítorokat, beleértve saját emberi énjét is. Bosszúja után a Reaver Raziel ellen fordult, s elkezdte kiszívni a lelkét. Raziel ekkor rájött a rettenetes igazságra; a saját lelke volt az a falánk kielégíthetetlen lélek-faló öntudat, amit bebörtönöztek a pengébe. Mielőtt a Reaver felfalhatta volna őt, Kain közbelépett és beleavatkozott a történelembe, kirántotta Raziel testéből a Reavert, átírva ezzel a történelmet.
Ezzel megváltoztatta Raziel és Kain végzetét is, ez volt az érme éle, - a harmadik lehetőség – amiért Kain mindent kockára tett.

A Reaver nem tudta Razielt bebörtönözni, de alaposan lecsapolta energiáit, ezért Raziel nem tudta tartani fizikai testét, és visszacsúszott az Alvilágba Elder Istenhez. Raziel ötszáz évig rostokolt az Alvilágban (a temető azon része alatt, ahol Kaint eltemették) és folyamatosan ellenszegült Eldernek, visszautasította, hogy újra őt szolgálja. Amikor szökni próbált, Elder elzárta előle a portálokat, ahol elhagyhatta volna az Alvilágot, s Raziel nem tudott kijutni az anyagi világba. Végül,- amikor Elder újabb és újabb demonstrációkat követelt tőle, hogy bizonyítsa megújított hűségét, - talált módot a szökésre, s felfedezte, hogy Elder segítsége nélkül is visszajuthat a fizikai világba, ha friss holttestbe költözteti lelkét. Szökése után folytatta keresését, s végül olyan bizonyítékokat fedezett fel, amik azt mutatták, hogy ő nem a Vámpír Bajnok, hanem ellenségüké; a Hyldenek Bajnoka. Később megtudjuk, hogy valójában Raziel mindkét bajnok, a Hyldeneknek új testet adott – Janus – később pedig felvértezi az Egyensúly Ivadékát – Kaint – tisztánlátással, s kigyógyítja fertőzöttségéből.
Raziel, miután beszélt Voradorral, Avernus Katedrálisába ment megkeresni a Sötétség Szívét, remélte, hogy azzal felélesztheti Janust. Lent Avernus katakombáiban találkozott szörnyeteggé alakult testvérével, Turellel. Turelt a távoli jövőből húzta vissza a múltba Azimuth, a Dimenzió Őre, akinek elméjét ekkor a Hyldenek uralták. Turelt - akinek elméjét szintén a Hyldenek befolyásolták – istenként imádták az emberek, és véres áldozatokat mutattak be neki. Raziel megölte Turelt, és elfogyasztotta lelkét, megfosztva ezzel a Hyldeneket egy erős testtől.

Ezután találkozott Mortaniussal, aki elmondta neki, hogy a Sötétség Szívét, Kain felélesztéséhez használta.
Végül Raziel találkozott, és meg küzdött Kainnal Avernus katedrálisában. Úgy tűnt, ez a megjövendölt csata a két Bajnok között (a Hylden és a Vámpír Bajnok) ami eldönti Nosgoth sorsát.
Harcuk után Raziel kitépte Kain testéből a Sötétség Szívét, s Kaint telepatikus erővel átdobta a Démondimenzióba. Ezután Raziel visszatért Vorador kastélyába, és felélesztette Janust a Sötétség Szívével. Janus felébredvén megdöbbent, hogy már ötszáz év telt el, majd a Vámpír Citadellába vitte Razielt. Innen Raziel a Szellemi Kovácsolóba ment erősíteni a Reavert, s itt találkozott Ariel szellemével, aki egy rejtélyes tanácsot adott neki.

Amikor Raziel visszatért Janushoz a tanácsterembe, az Oszlopok hirtelen összedőltek, s a Hylden Lord megszerezte Janus testét. Raziel hiába harcolt vele, és győzte le, nem tudta meggyilkolni Janust, s ezt kihasználva a Hylden Úr megölte Raziel fizikai testét. Raziel megint visszacsúszott Elder Istenhez az Alvilágba, a Szellemi Kovácsoló alatti barlangba.

Eközben Kain aránylag könnyen kijutott a Démondimenzióból, s a Szellemi Kovácsolóba ment. Itt meglátta és ledöfte Moebiust, akit Elder rendelt ide. Moebius a szellemvilágba jutott, ahol Raziel döfte le szellemi testét. Az elemi erőkkel kovácsolt Reaver megtisztította Moebius látását, s ő végre meglátta imádott istene igazi arcát. Raziel ezután felfalta Moebius lelkét, majd Ariel rejtélyes tanácsán töprengett. Végül ráébredt, mit kell tennie.
Moebius holttestét használva, még egyszer visszament az anyagi világba, ahol, Kain Moebiusnak gondolván átszúrta a Reaverrel. Mikor Kain rádöbbent kit szúrt le, ki akarta húzni a Reavert, de Raziel nem engedte, s készségesen belépett a kardba. A teljesen megtisztított Reaver meggyógyította Kain testi sebeit, lelke mérgezettségét, s látását megtisztította.
Kain ekkor láthatta meg igazi ellenségüket, Elder Istent.
Harcolt vele, majd amikor legyőzte, a Szellemi Kovácsoló összedőlt.

## Razielím
Razielímnek, Raziel klánjának tagjait hívjuk, azokat a vámpírokat, akiket Raziel hozott létre, ő tett vámpírrá.

Raziel első volt Kain birodalmában fiaként és főhadnagyként is, ezért a klánja is többi testvére klánja fölött állt.

A klánokról nem sokat tudunk meg a Legacy of Kain sorozatok alatt, de Raziel a klánja kiirtásáról beszél, és látta is, amikor visszatér az Erődjébe.

A klánok vámpírjai is hasonlóan fejlődnek, mint a klánvezető főhadnagyok, ezért valószínű, hogy a Razielím vámpírjai is szárnyakat növesztettek, mint Raziel. Erre egy párbeszédből is következtethetünk, ami Raziel és Melchiah között hangzik el; Melchiah azt mondja Razielnek, hogy uruk – Kain – nem kockáztatja birodalmát a feltörekvő örökösök miatt.
Talán Raziel klánjának evolúciója szintén Kain előtt fejlődött, s ez okozta a népirtást, amit elszenvedtek.

## Végzet
Razielt arra rendelték, hogy belépjen a Soul Reaver be.

A Reaver Raziellel visszajut a fiatal Kainhez Avernusba. Kain itt törné össze a Reavert, amiből kiszabadulva a kísértet-penge, összekötődne Raziellel. Amikor végül Raziel a Soul Reaver ré válik, a kísértet-pengének a Szellemvilágban kell maradnia, de ezt a végzetet megváltoztatják a Defiance-ban.

Ezt a végzetet Kain csinálta, biztosította  Raziel átalakítását, a jövőbeli énjét a Kísértet Reaverbe. Így, - bár Raziel végül belépett a Soul Reaver be a Defiance-ban, - a jövőbeli énjét kiszabadították, hogy összekötődjön a szellemkarddal, Kain fegyvere legyen, amivel legyőzi Elder Isten t. A megváltoztatott történelem, azért kellett, hogy összekötődjön a szellemkarddal, amely Kainnál lesz.

## Személyiség
Raziel egy jó tartású, erkölcsös szereplő (ritkán kérdőjelezi meg saját tetteit és következményeit, azt gondolva, hogy azok mindig jók és tiszták) egy erős és nemes jellem, mindazonáltal azok a helyzetek, amikben találja magát – majdnem mindet Kain csinálja nem ő – ritkán alkalmasak tiszta ítéletekre, s gyakran érnek hibásan véget, eltérően Kaintől, aki mindig helyesen cselekszik, bár főleg önző, s gyakran gonosz okokból.

Raziel halandó emberként számtalan vámpírt irtott fanatikus papként, hogy megszabadítsa emberi világát a gonosztól. Vámpírként segített Kainnak megalapítani birodalmát, és hitte, hogy a vámpírok jogosan – egyfajta istenekként - uralhatják a világot.

Mielőtt Soul Reaver ré vált, Kain és a testvérei elárulták, és a Mélységbe dobták, majd Elder Isten  mentette meg.

Vadászott Kainre, testvéreit lemészárolta, de már habozott, nem akart mindenáron bosszút, csak nem zárta ki a lehetőségét. Végül tettei többségéről kiderül, hogy hibás, s erkölcstelen, ahogy gyakran tartja magát a gonosz vonakodó gyalogjának.

A megváltását, csak a végső aktusban találja, az önfeláldozás egyetlen tette, ami két okból is jó, jó a szándék, és jók a következmények.

Ez Kainnal ellentétbe teszi őt, kinek viselkedését a gonoszság jellemzi. Raziel bár feláldozza magát, nem csak elszökik a végtelen újjászületés-halál átkos ciklusa elől, hanem segít Kainnek legyőzni az igazi ellenséget,- s újra hűséget fogad meg. Kain jelleme, a manipuláció, és a hit, hogy minden személy és dolog feláldozható. Azonban Kain tetteiről kiderül, hogy helyesek, mert leginkább azoknak szegül ellen, akikről kiderül, hogy ártani akarnak közvetlen vagy közvetett módon.

Kain büszkén elismeri, hogy tetteit a hatalomvágy, és a bosszú motiválja, de őt ténylegesen születésekor kiválasztották, és Nuprator átka miatt zsarnok kell, legyen, s a túlélést keresse.
Raziel könyörtelenül azt állítja, hogy egyetlen indítéka a vágy, hogy megmentsék a világot, s hogy őt a tanulságok vezetik.

Kain kegyetlen számítással szövi terveit, amíg Raziel tetteinél lobbanékony, és gondolkodás nélkül elköveti a helyrehozhatatlant. Raziel egyik mestertől - gyakran egy manipulátor miatt - átáll egy másikhoz, (Moebius , Sarafanok, Kain, Elder, Ariel, Janus) vagy bárkihez, aki hazugságokat, vagy fél igazságokat mond, amit annak hisz.

Kain csak a parancsokat követi, mikor kedve van hozzá, és soha nem bízik senkiben. Még Umahban, a nőstény vámpírban sem, aki kábult alvásában törődik vele a Blood Omen 2-ben.

## Erők
Amikor Raziel vámpír volt, birtokolta a szokásos vámpír képességeket, mint Kain összes utóda, korlátozott telekinézis, emberfeletti erő, sebesség, mozgékonyság, reflexek, testi ellenállás, és egy gyógyuló képesség. Volt saját Sötét Ajándéka is, a repülés. Amikor kísértet lett, vámpír sajátosságai megmaradtak, - a gyógyuló képességet kivéve – de nyert egy új hatalmat, átjárást az anyagi és a szellemvilág között egy portál segítségével. Amikor Raziel beutazta Nosgothot, és megölte testvéreit, elnyerte tőlük az ő képességeiket, lelkük elfogyasztása után. Melchiahtól a rácsokon való átjárást kapta,- de csak a szellemvilágban- Dumahtól, a hatalmat, hogy energiát hozzon létre valami körül, bár a későbbi játékokban már ez a képessége nincs meg. Rahabtól a víz elviselésének képességét kapta, Zephontól pedig azt, hogy fel tudott mászni a falakon, de csak az anyagi világban. A Defiance-ban viszont a szellemvilágban is tud falakat mászni. A Sarafan Kripta alatt Raziel találkozott egy Turelímmel, Turel főhadnagy testvére klánjának egyik tagjával. Miután legyőzte őt, telekinetikus erőt nyert el tőle. Mióta összekötődött a Reaverrel, ezeket, a lövedékeket a Reaveren keresztül is ki tudta lőni. Miután Kain legyőzte Razielt első találkozójukkor, Raziel összekötődött a Reaverből kiszabaduló szellemmel, és ez lett a Kísértet-penge.

### A Reaver állapotai
- A Soul Reaver -ben; a kísértet-pengét egyszer kovácsolták a Tűz-kovácsolóban, s a kard bármikor, bármilyen tűzforrásnál előhívható volt, tűz karddá vált.
- A Soul Reaver  2-ben; a Reavernek elemi kovácsoló műhelyei vannak, de ezek nem állandó kiemelések, bár ők teszik ki többé-kevésbé a cselekményt.
- A Defiance-ban; a Reaver pengének 9 állandó alakja van, az elemi kovácsolóknak köszönhetően, amit az ősi vámpír őrök hoztak létre:
  - Szellem Reaver: szellemi erő robbanását csinálja a környező területen
  - Anyagi Reaver : anyagi erő robbanását okozza a környező területen
  - Sötét Reaver : elborítja Razielt sötétséggel
  - Fény Reaver : megvakítja az ellenfeleket éles fénnyel
  - Víz Reaver : megfagyassza az ellenfeleket
  - Föld Reaver : megremegteti a földet, és kővé változtatja az ellenfeleket
  - Tűz Reaver :  tűzbe borítja a közvetlen területet
  - Szél Reaver : élénk szelet csinál a közvetlen területen
  - Lélek Reaver: tisztít mindenkit, a legerőteljesebb Reaver, azért hozták létre, hogy fegyverezze fel az Egyensúly régóta várt Ivadékát.